# رابرت سی پیتمن
رابرت سی پیتمن (Robert Pittman‏ ۲۵ آوریل ۱۹۲۲–۲۷ اکتبر ۱۹۹۶) یک خلبان، مهندس برق و کارآفرین نیروی هوایی ارتش ایالات متحده بود. وی به دلیل اقدامات قهرمانانه خود در طول جنگ جهانی دوم، صلیب پرواز ممتاز را دریافت کرد و بیش از ۲۵۰ عملیات نظامی را بر فراز اقیانوس آرام انجام داد.
پیتمن از دانشگاه فلوریدا با مدرک مهندسی برق در سال ۱۹۵۰ با بورس تحصیلی با بودجه جی.آی. فارغ‌التحصیل شد. وی در ادامه در آزمایشگاه‌های بل و تلفن و تلگراف بین‌المللی در نقش‌های مختلف مهندسی کار کرد. او رئیس شرکت مهندسی فدرال آی‌تی‌تی و بعداً مدیر کل گروه شد. وی در سال ۱۹۷۶، شرکت کابل برتر، اولین تولیدکننده کابل فیبر نوری را که بعداً برتر اسکس شد، خریداری و به بهره‌برداری رساند.
پیتمن در ۲۷ اکتبر ۱۹۹۶ در نیپلز، فلوریدا درگذشت.